# 集合半環
数学における集合半環（しゅうごうはんかん、英: semiring [of sets]）は、何らかの集合 X の部分集合の成す族で、これを用いて容易に集合環が構成できる。集合半環は古典的な測度の構成において有効な枠組みである。

## 定義
定義
集合 X の部分集合族 {\displaystyle {\mathcal {S}}} が X 上の集合半環であるとは、
- {\displaystyle {\mathcal {S}}} は空集合 ∅ を含む。
- {\displaystyle {\mathcal {S}}} における任意の差は {\displaystyle {\mathcal {S}}} の元の有限非交和に書ける。
- {\displaystyle {\mathcal {S}}} は有限交叉に関して閉じている。

の三条件を満たすことを言う。
さらに追加の条件として、全体集合 X が {\displaystyle {\mathcal {S}}} に属する場合には、{\displaystyle {\mathcal {S}}} は集合半代数 (semi-algebra of sets) であるという。

## 例
- 実数直線 R 内の区間全体の成す集合族は R 上の集合半代数を成す（二つの区間の差は、それらの位置関係により、0, 1, 2 個の何れかの個数の区間の非交合併になる）。
- 実数直線 R 内の有界区間全体の成す族は、R 上の集合半代数でない集合半環になる。
- 実数直線 R 内の、空区間および a < b に対する半開区間 ]a, b] 全体の成す族は、先の二例に含まれる集合半環になる。
- 二つの集合半環 {\displaystyle {\mathcal {S}}_{1},{\mathcal {S}}_{2}} がそれぞれ集合 X1, X2 上で与えられているとき、{\displaystyle A_{1}\times A_{2},\quad (A_{i}\in {\mathcal {S}}_{i})}なる形の直積集合の全体は、直積集合 X1 × X2 上の集合半環になる。{\displaystyle {\mathcal {S}}_{1},{\mathcal {S}}_{2}} がともに集合代数となる場合であっても、その直積族は必ずしも集合環を成さない（もちろん、集合半代数にはなる）[1]。以上から特に、n 個の有界区間の直積全体の成す族や、n 個の有限半開区間の直積全体の成す族などは Rn 上の集合半環を与える。

## 集合半環から集合環への測度の延長
集合半環の生成する集合環とは以下の如く容易に記述できる :
命題集合半環 {\displaystyle {\mathcal {S}}} を含む最小の集合環は、{\displaystyle {\mathcal {S}}} に属する元の有限合併として得られる集合全体の成す族に一致する。これはまた、{\displaystyle {\mathcal {S}}} に属する元の有限非交合併の全体が成す族とも同じである。
次の拡張について述べた主張において、空集合を含む集合族 {\displaystyle {\mathcal {C}}} 上の「測度」とは、{\displaystyle {\mathcal {C}}} から正の拡張実数全体 [0, +∞] への写像（集合函数）で、空集合上で 0 かつ σ-加法性を持つものを言う。
命題集合半環 {\displaystyle {\mathcal {S}}} と {\displaystyle {\mathcal {S}}} 上で定義された測度 μ に対し、μ を {\displaystyle {\mathcal {S}}} の生成する集合環へ延長し、その集合環上の測度にすることができる。
延長の一意性に付いては、測度の加法性と {\displaystyle {\mathcal {S}}} の生成する集合環の元の表し方から明らかである。何となれば、集合環の元 A は半環 {\displaystyle {\mathcal {S}}} の元 Ai によって A= A1 ∪ … ∪ An と書けるから μ(A) = μ(A1) + … + μ(An) を満たさねばならない。延長の存在性に対しては、今得た A の値を定める等式が A の分解の仕方に依らないことを見れば、問題なく測度が定義されていることが保証できる。
集合半環およびそれが生成する集合環を、集合半代数およびそれが生成する集合代数に取り換えた同様の主張は、同じく成立し、その証明は直ちに先の主張に帰せられる。
集合半環を用いるか集合半代数を用い得るかは大抵は些細な問題である。集合半代数を用いる場合は、最終的に σ-集合代数上の測度を得る構成と整合していて、この場合よけいな「集合環」の概念を用いることなく議論をすることができる。集合半環を用いる場合は、最初の σ-加法性の確認の手間を減らすことができるし、それ以外のこともσ-集合環やδ-集合環上の測度を構成する目的であれば完全に正当化できる。

## 集合半環の用例

### 高次元ルベーグ測度の構成
Rn のルベーグ測度を構成する方法の一つに、端点が ai と bi であるような（閉、開あるいは半開）区間の直積として得られる超矩形 P の体積を、単に超矩形の辺の長さの積
{\displaystyle \mu (P)=\prod _{i=1}^{n}(b_{i}-a_{i})}
として定義して、それをルベーグ可測集合族にまで延長する方法がある。
この構成は、陰にせよ陽にせよ、上で述べた集合半環上の測度の集合環への延長に関する命題を、有界区間の有限合併全体が成す集合環へ適用するものになっている。上で述べたのと同様、ここでも集合半環を考える意味は、延長の次の段階であるカラテオドリの拡張定理によって補完され、最終的に得られる測度の σ-加法性は、超矩形の場合に制限して σ-加法性を確かめるだけで言うことができる。
以下のドロップボックス内にこの確認（これは自明なことではない）について述べる。半環の使い方もわかるはずである。

### スティルチェスの方法による実数直線上の測度の構成
実数直線上の任意の局所有限測度が、上に述べた方法を一般化して構成することができる。即ち、空集合と ]a, b] (a < b) の形の半開区間からなる適当な集合半環を用いる。
R から R への任意の右連続単調増大函数に対し、上記の集合半環上の測度が
{\displaystyle \mu (]a,b])=F(b)-F(a)}
と置くことにより構成でき、これを R のボレル集合族にまで延長することができる。特に確率測度の場合には、F はこの測度の分布函数と呼ばれる。
この方法は任意有限次元に一般化することができる。